# باريت جاكمان
باريت جاكمان (من مواليد 5 مارس 1981) لاعب هوكي الجليد كندي محترف سابق لعب في دوري الهوكي الوطني ولد جاكمان في تريل، كولومبيا البريطانية وقد كان معروفا في كثير من الأحيان بأسلوبه الجسدي في اللعب وقدراته القتالية.

## الحياة الشخصية
تزوج جاكمان من جيني جاكمان في يوليو 2007، ولديهما طفلان.